# Hird
Hird (németül: Hirig, horvátul: Rid) Pécs külső városrésze, mely 1977-ig önálló község volt. A településen Budapest felől érkezve áthalad a 6-os főút, utóbbiból itt ágazik ki északi irányban, Hosszúhetény-Magyaregregy-Szászvár felé a 6541-es út. A település nagyobbik része, Újtelep a főúttól északra található, azon kelet-nyugati irányban a Pécsvárad-Pécs közti 6544-es út halad végig. A helynek elsősorban gazdasági nevezetességei vannak: kendergyár, cementipari vállalat, modern sertéskombinát. Mellette fekszik Kerék-hegy, amelyen szőlőt termesztenek. Pécsről a 13-as, a 13A és a 113-as buszok közlekednek a Főpályaudvartól Hirdre.

## Nevének eredete
A Hird helységnév puszta személynévből keletkezett magyar névadással. Az alapjául szolgáló személynév a magyar hír főnév származéka és olyan emberre vonatkoztatták, akinek üzenetvivés, híradás volt a feladata.

## Története
A Vasastól keletre található területen a török hódoltság alatt is valószínűleg folyamatosan lakott magyar falu volt. 1770-1780 között telepedtek ide német ajkú családok. 1977-ben Pécshez csatolták a települést.

## Címere
Hird címerének közepén arany istenszem szerepel.

## Nevezetességek
- 1839-ben épült római katolikus temploma ma műemlék.[5]